# 惠美子·昆恩
惠美子·昆恩（英語：Emiko Queen）是美國DC漫畫中登場的一名虛構女性人物與超級英雄，由作家傑夫·勒米雷和畫家安德烈·索倫提諾所創作，初次登場於《綠箭俠》Vol. 5 #18（2013年3月）。她是綠箭俠奧利佛·昆恩同父異母的妹妹，也是奧利佛相關人士中以綠箭俠身分登場的女性、第二任的紅箭。
該角色是以CW電視網的綠箭宇宙中的真人電視劇《綠箭俠》中的人物、綠箭俠奧利佛的妹妹西婭·昆恩為原型，惠美子本身則登場於該劇第七季。

## 能力與技巧
在監護人賽門·拉克魯瓦的指導下，惠美子成為了一名經驗豐富的弓箭手與合格的鬥士，並有著危險的力量與凶狠的意志。

## 其他媒體

### 電視
- 綠箭宇宙
  - 《綠箭俠》第七季，由演員Sea Shimooka飾演。最初假扮綠箭俠登場，實則第九圈的一員。另一方面因為爸爸的離去造成她想要摧毀昆恩集團的一切做為復仇。